# Liste der Biografien/Nij
Liste der Biografien |
Portal Biografien |
Personensuche
# |
A |
B |
C |
D |
E |
F |
G |
H |
I |
J |
K |
L |
M |
N |
O |
P |
Q |
R |
S |
T |
U |
V |
W |
X |
Y |
Z |
?
 
Na |
Nb |
Nc |
Nd |
Ne |
Nf |
Ng |
Nh |
Ni |
Nj |
Nk |
Nl |
Nm |
Nn |
No |
Nr |
Ns |
Nt |
Nu |
Nv |
Nw |
Nx |
Ny |
Nz
 
Nia |
Nib |
Nic |
Nid |
Nie |
Nif |
Nig |
Nih |
Nii |
Nij |
Nik |
Nil |
Nim |
Nin |
Nio |
Nip |
Niq |
Nir |
Nis |
Nit |
Niu |
Niv |
Niw |
Nix |
Niy |
Niz
Die Liste der Biografien führt alle Personen auf, die in der deutschsprachigen Wikipedia einen Artikel haben. Dieses ist eine Teilliste mit 59 Einträgen von Personen, deren Namen mit den Buchstaben „Nij“ beginnt.

## Nij

### Nija
- Nijalingappa, S. (1902–2000), indischer Politiker
- Nijasow, Abdul-Wached (* 1969), russischer Islamist
- Nijasow, Amin Irmatowitsch (1903–1973), usbekischer und sowjetischer Politiker
- Nijasow, Ghalymschan (* 1973), kasachischer Politiker
- Nijasymbetow, Ädilbek (* 1989), kasachischer Boxer
- Nijasymbetow, Bolat (* 1972), kasachischer Boxer

### Nijb
- Nijboer, Erwin (* 1964), niederländischer Radrennfahrer
- Nijboer, Friso (* 1965), niederländischer Schachspieler
- Nijboer, Gerard (* 1955), niederländischer Marathonläufer und Olympiazweiter
- Nijboer, Henk (* 1983), niederländischer Ökonom und Politiker
- Nijboer, Jan (* 1959), niederländischer Autor und Hundetrainer
- Nijboer, Yara (* 1992), niederländische Handballspielerin

### Nijd
- Nijdam, Henk (1935–2009), niederländischer Radrennfahrer
- Nijdam, Jelle (* 1963), niederländischer Radrennfahrer
- Nijdam, Robert (* 1971), niederländischer Handballspieler und -trainer

### Nije
- Nijenburg, Cornelis van de (1530–1610), holländischer Patrizier und Bürgermeister von Alkmaar
- Nijenhuis, Albert (1926–2015), niederländischer Mathematiker
- Nijenhuis, Beorn (* 1984), niederländischer Eisschnellläufer
- Nijenhuis, Johan (* 1968), niederländischer Filmproduzent, -regisseur und Drehbuchautor
- Nijensohn, Miguel (1911–1983), argentinischer Bandleader, Arrangeur, Tangopianist und -komponist

### Nijh
- Nijhof, Henk (* 1952), niederländischer Politiker
- Nijhof, Sanne (* 1987), niederländisches Fotomodell
- Nijhoff, Martinus (1826–1894), niederländischer Buchhändler und Verleger
- Nijhoff, Martinus (1894–1953), niederländischer Lyriker, Übersetzer, Essayist und Literaturkritiker
- Nijholt, Gianluca (* 1990), niederländischer Fußballspieler
- Nijholt, Luc (* 1961), niederländischer Fußballspieler und -trainer
- Nijhuis, Alfred (* 1966), niederländischer Fußballspieler
- Nijhuis, Arnoud (* 1989), niederländischer Paracycler
- Nijhuis, Bas (* 1977), niederländischer Fußballschiedsrichter
- Nijhuis, Minka (* 1958), niederländische Journalistin
- Nijhuis, Moniek (* 1988), niederländische Schwimmerin
- Nijhuis, Thijmen (* 1998), niederländischer Fußballtorwart
- Nijhuis, Thijs (* 1992), dänischer Leichtathlet

### Niji
- Nijinska, Bronislava (1891–1972), polnisch-russische Tänzerin, Choreografin und Tanzpädagogin
- Nijinsky, Vaslav († 1950), polnisch-russischer Balletttänzer und ChoreografVaslav Nijinsky († 1950)

Vaslav Nijinsky († 1950)

### Nijk
- Nijkamp, Marieke (* 1986), niederländische Schriftstellerin
- Nijkamp, Peter (* 1946), niederländischer Wirtschaftswissenschaftler
- Nijkamp, Rose Marie (* 2006), niederländische Tennisspielerin

### Nijl
- Nijland, Albertus Antonie (1868–1936), niederländischer Astronom
- Nijland, Dorus (1880–1968), niederländischer Radrennfahrer
- Nijland, Maarten (* 1976), niederländischer Cyclocross- und Straßenradrennfahrer
- Nijland, Stefan (* 1988), niederländischer Fußballspieler

### Nijm
- Nijman, Wessel (* 2000), niederländischer DartspielerWessel Nijman (* 2000)

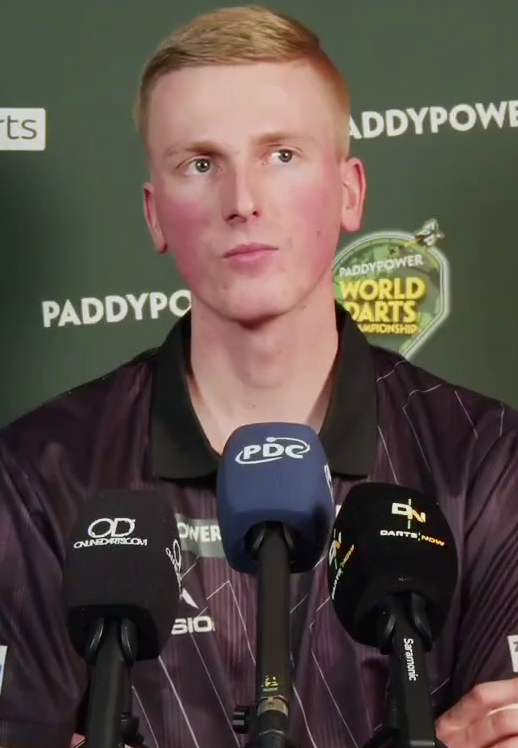
Wessel Nijman (* 2000)

- Nijmé, Elias (1920–1998), syrischer Geistlicher, melkitischer Erzbischof von Tripoli im Libanon
- Nijmeijer, Tanja (* 1978), niederländische Angehörige der kolumbianischen Guerilla-Organisation FARC

### Nijo
- Nijō (1143–1165), 78. Tennō von Japan (1158–1165)
- Nijō, Yoshimoto (1320–1388), japanischer Dichter, Gelehrter und Hofbeamter
- Nijō-in no Sanuki, japanische Dichterin
- Nijosowa, Tahmina (* 1989), tadschikische Sängerin

### Nijp
- Nijpels, Ed (* 1950), niederländischer Politiker (VVD)

### Nijs
- Nijs, Dirk (1905–1988), niederländischer Fußballschiedsrichter
- Nijs, Jan de (* 1958), niederländischer Radrennfahrer
- Nijs, Johan (* 1963), belgischer Komponist und Dirigent
- Nijs, Pierre (1890–1939), belgischer Wasserballspieler
- Nijs, Rob de (1942–2025), niederländischer Sänger und Schauspieler
- Nijskens, Angelo (* 1963), niederländischer Fußballspieler
- Nijskens, Renier (* 1949), belgischer Diplomat
- Nijssen, Tom (* 1964), niederländischer Tennisspieler
- Nijssen, Toon (1919–2011), niederländischer Fußballspieler